# Gouvernement Cánovas (5)
Le cinquième gouvernement Cánovas del Castillo  est le gouvernement du royaume d'Espagne en fonction du 5 juillet 1890 au 11 décembre 1892.

## Histoire

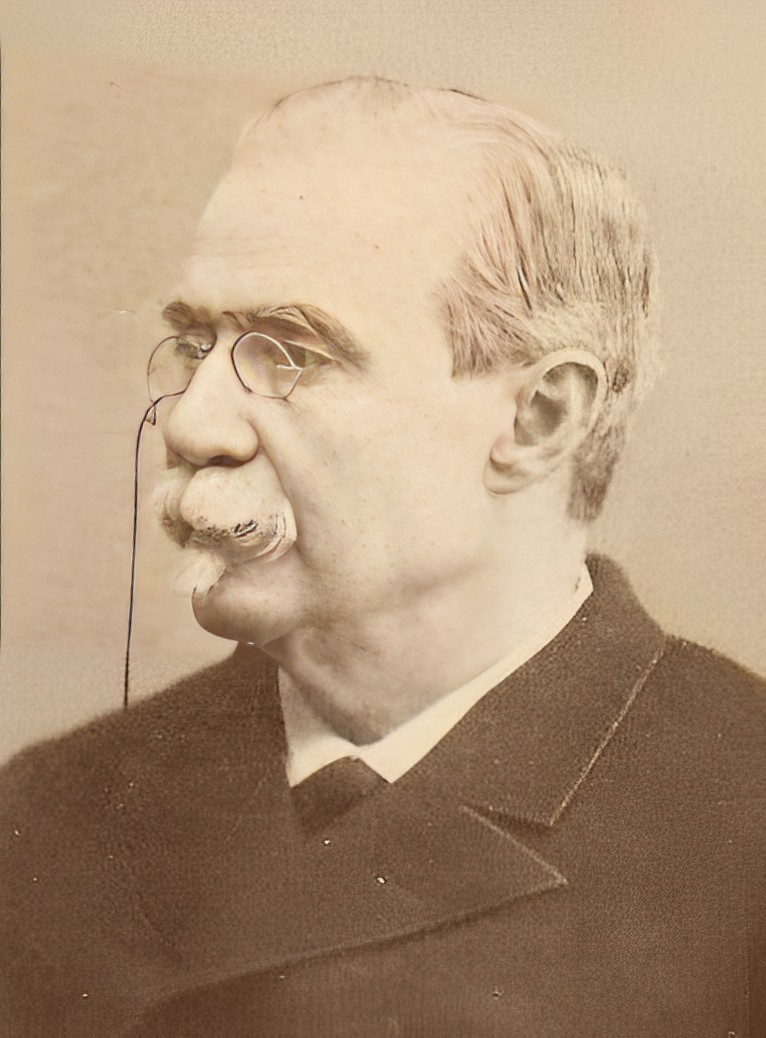
Antonio Cánovas del Castillo, leader du Parti conservateur et artisan du régime politique de la Restauration, aussi dit canoviste.

Après l’approbation du suffrage universel masculin, point phare du programme libéral, Sagasta céda le pas à Cánovas qui forma son cinquième gouvernement en  juillet 1890, quelques jours seulement après le vote de la loi aux Cortès. Le motif premier du changement fut apparemment la menace adressée à Sagasta par Francisco Romero Robledo de rendre publics certains documents sur la concession d’une ligne de chemin de fer à Cuba qui impliquaient son épouse — « un potentat cubain paya plus de 40 000 pesetas or pour les documents que, des mois plus tard, Moret détruisit » —. Un autre scandale qui pesa pour le changement au gouvernement fut celui qui entoura la prison Modelo de Madrid (es) — entre les mains des libéraux, comme le conseil municipal de la capitale —, révélé à la suite des enquêtes sur le crime de la rue Fuencarral (es), que les prisonniers entraient et sortaient librement de l’établissement.
Le nouveau gouvernement ne modifia pas les réformes introduites par les libéraux, comme le confirma le message de la régente lors de l’inauguration des Cortès élues en 1891 : « Le gouvernement n’a pas l’intention de présenter à vote examen aucune restriction des réformes politiques et juridiques qui, menées à terme dans les premiers jours de la Régence, constituent un état légal digne de respect ». C’est ainsi que fut scellée une condition fondamentale du système politique de la Restauration : les avancées libérales étaient respectées par les conservateur, si bien que « le régime se consolidait à partir d’un équilibre entre la conservation et le progrès ». C’est ainsi que le gouvernement Cánovas fut celui qui organisa les premières élections au suffrage universel célébrées en février 1891, au cours desquelles la machinerie de la fraude fonctionna à nouveau, les conservateurs obtenant une large majorité au Congrès des députés (253 sièges, face à 74 pour les libéraux, et 31 pour les républicains). Cánovas avait déjà exprimé ne pas craindre la « gestion pratique » (« manejo práctico ») du suffrage universel, en dépit de l’augmentation considérable du nombre de votants, passant de 800 000 à 4 800 000.

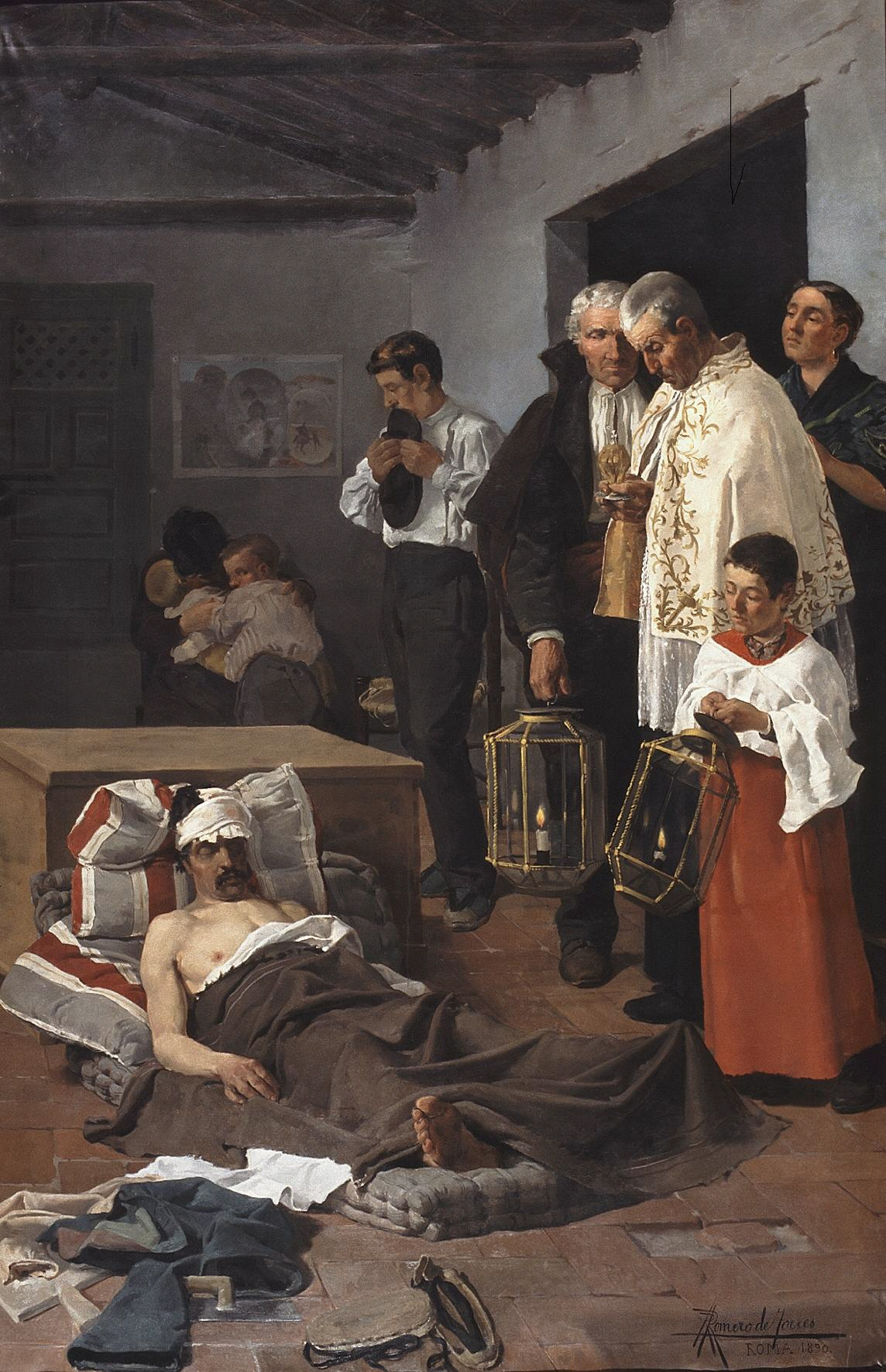
El albañil herido ou Los últimos sacramentos (Le Maçon blessé ou Les Derniers Sacrements, 1890), de Rafael Romero de Torres. Ce tableau montre à voir la manière d’aborder les problèmes sociaux de la part de secteurs idéologiques opposés à l’intervention de l'État qui fut notamment dénoncée par le président du gouvernement Antonio Cánovas del Castillo.

Le gouvernement Cánovas annonça qu’une fois conclues les réformes politiques et juridiques il souhaitait donner priorité aux questions économiques et sociales « en développant un régime de protection efficace à toutes les branches du travail », avec une attention particulière à « tout ce qui concerne les intérêts de la classe travailleuse ». Sur ce dernier point, les réformes furent néanmoins largement obstruées par l'opposition aux tentatives d’approuver les premières lois sociales, y compris dans les rangs du Parti conservateur lui-même. Par exemple, le député Alberto Bosch y Fustegueras, de la faction dirigée par Romero Robledo, se manifesta contre la limitation des heures de travail des femmes et enfants avec l’argument suivant : 

« Limiter le travail est la plus odieuse et la plus étrange des tyrannies ; limiter le travail de l’enfant est entraver l’éducation technologique et l’apprentissage ; limiter le travail des femmes […] est même empêcher que la mère fasse le plus beau des sacrifices […] le sacrifice indispensable dans certains cas pour maintenir le foyer de la famille. »

Lorsqu’à la fin de 1890 le chef du gouvernement Cánovas parla à l'athénée de Madrid de la nécessité de l'intervention de l'État pour résoudre la question sociale en alléguant de l’insuffisance des attitudes morales — la charité du riche et la résignation du pauvre —, le penseur catholique traditionaliste Juan Manuel Ortí y Lara  l’accusa de « tomber dans le gouffre du socialisme, en violant les principes de la justice, qui consacrent le droit de la propriété », louant par la suite « l’office de la mendicité, [qui] ne répugne pas à la religion ; au contraire, la religion l'a sanctionné […] et l’ennoblit. […] Le spectacle de la mendicité [développe] l’esprit chrétien ».
La mesure la plus importante prise par le gouvernement fut le dénommé Arancel Cánovas de 1891, nouveau tarif douanier qui dérogea celui libre-échangiste mis en place par Laureano Figuerola de 1869 et établit de fortes mesures protectionnistes pour l'économie espagnole, qui furent complétées avec l'approbation l’année suivante de la loi des relations commerciales avec les Antilles (es). Le gouvernement satisfaisait ainsi les demandes de certains secteurs économiques — essentiellement l'agriculture céréalière castillane et le textile catalan — tout en se situant dans la lignée avec la tendance internationale de cette époque. Cánovas justifia l’abandon du libre-échange dans un opuscule intitulé De cómo he venido yo a ser doctrinalmente proteccionista (« De comment je suis devenu doctrinairement protectionniste »), en avançant davantage des motifs nationalistes espagnoles que des raisons économiques.
En 1891 la Lliga de Catalunya proposa la formation de l'Unió Catalanista, qui obtint immédiatement le soutien des entités et de la presse catalanistes, ainsi que de particuliers — à différence de ce qui était survenu quatre ans plus tôt avec l'échec du Gran Consell Regional Català proposé par Bernat Torroja, président de l'Associació Catalanista de Reus, qui avait eu des prétentions similaires —. L’Unió célébra sa première assemblée à Manresa en mars 1892, à laquelle assistèrent 250 délégués en représentation d’environ 160 localités et où furent approuvées les Bases per a la Constitució Regional Catalana (« Bases pour la Constitution régionale catalane »), plus connues comme les Bases de Manresa et souvent considérées comme l’« acte de naissance du catalanisme politique », du moins dans son versant conservateur.